# Баленко, Александр Алексеевич
Алекса́ндр Алексе́евич Бале́нко (22 февраля [6 марта] 1913 года — 17 декабря 1966 года) — участник Великой Отечественной войны, командир 22-го гвардейского бомбардировочного авиационного полка 5-й гвардейской бомбардировочной авиационной дивизии 4-го гвардейского авиационного корпуса дальнего действия, гвардии подполковник.
Герой Советского Союза (05.11.1944), генерал-майор авиации в запасе (с 1961 года).

## Биография

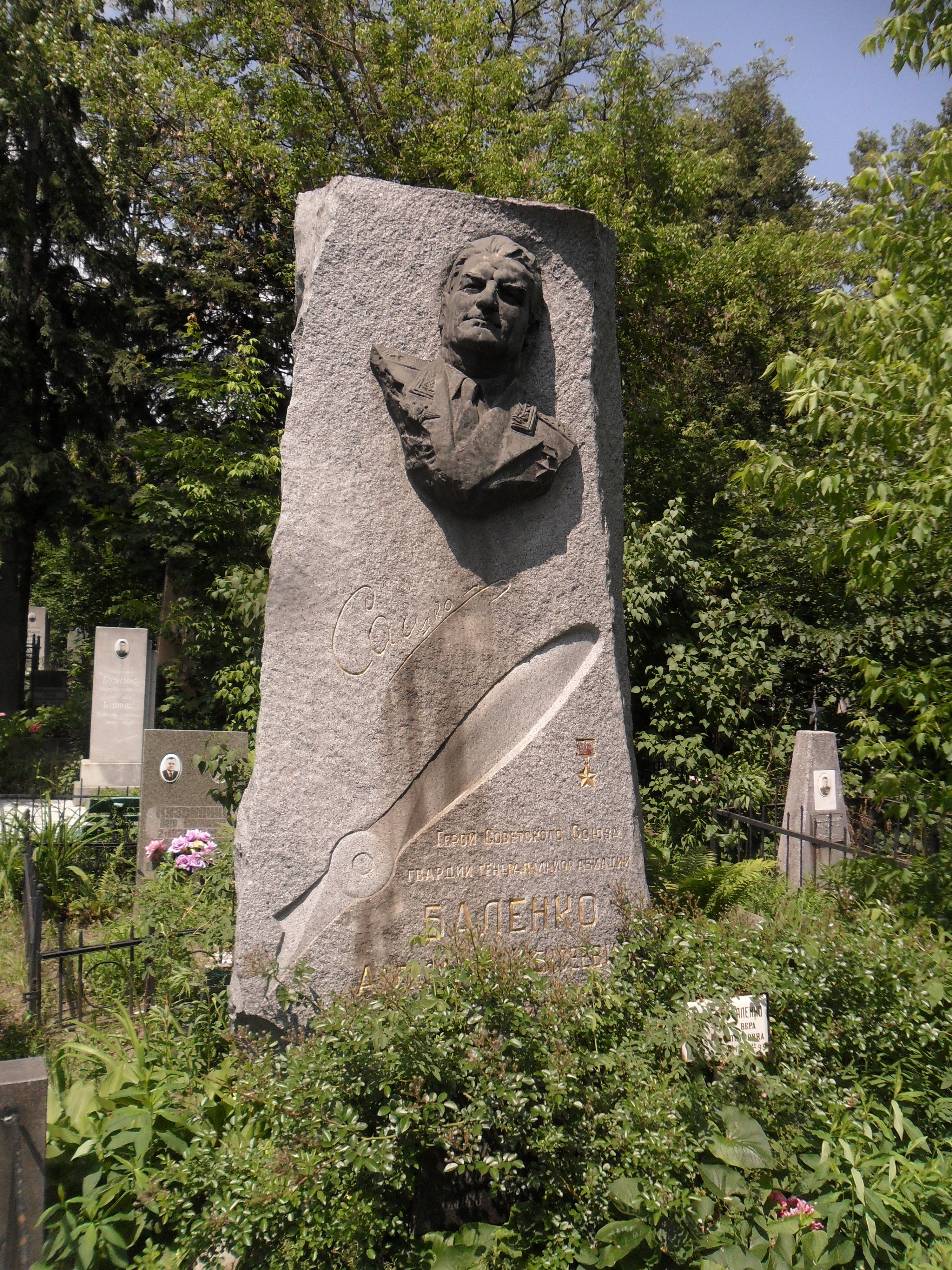
Могила Баленко на Лукьяновском военном кладбище.

Родился 22 февраля (6 марта) 1913 года в городе Зенькове (ныне —Полтавской области) в семье рабочего. Украинец. Член КПСС с 1940 года. Окончил два курса электромашиностроительного института. В 1932 году — Батайскую школу пилотов гражданского воздушного флота. Работал пилотом-инструктором транспортного отряда гражданского воздушного флота в Киеве.
В 1941 году призван в ряды Красной армии. В боях Великой Отечественной войны с июня 1941 года.
18 ноября 1941 года во время бомбардировки моста через Волгу в районе Калинина самолёт А. А. Баленко был атакован пятью «мессершмиттами». Умело маневрируя, пилот сбил вражеский истребитель. Несмотря на пробоины в фюзеляже своего самолёта и вражеское преследование, он вывел машину на цель и выполнил боевую задачу.
На обратном курсе машину А. А. Баленко снова атаковал противник. В бою погиб воздушный стрелок, был тяжело ранен радист. Вышел из строя правый мотор, было повреждено управление. Положение казалось безвыходным. Но А. А. Баленко не оставил боевой машины и сумел посадить её на своей территории.
В феврале 1942 года, после бомбардировки железнодорожного узла Сычовка, самолёт отважного аса был атакован группой фашистских истребителей. Бомбардировщик загорелся. В этой критической ситуации А. А. Баленко не растерялся. Он уверенно повёл самолёт через линию фронта и только оказавшись над территорией, занятой нашими войсками, приказал экипажу выброситься из горящего самолёта на парашютах. Сам же, рискуя жизнью, остался в машине, посадил самолёт и погасил огонь.
В аналогичной ситуации оказался экипаж самолёта А. А. Баленко и после бомбардировки железнодорожного узла Великие Луки в марте 1942 года. И вновь командир продемонстрировал исключительное мужество и хладнокровие.
В период развёртывания партизанского движения на Украине по заданию Генерального штаба Красной армии экипаж А. А. Баленко разбросал 10 миллионов листовок над Киевом, Нежином, Кременчугом. Успешно руководил А. А. Баленко боевыми вылетами в Югославию для оказания помощи Народно-освободительной армии Югославии.
В июне 1944 года советский аэродром в районе Калиновки был внезапно атакован вражескими самолётами. Один из бомбардировщиков, загруженный минами, загорелся. Поблизости стояли другие самолёты с боеприпасами. Гвардии подполковник А. А. Баленко, рискуя жизнью, влез на горящий самолёт и выбросил зажигательную бомбу. Потом снял с себя одежду и начал гасить пламя. Огонь обжигал лётчику лицо и руки, но, превозмогая боль, А. А. Баленко боролся с огнём, пока не погасил его.
К октябрю 1944 года командир 22-го гвардейского авиационного полка гвардии подполковник А. А. Баленко совершил 203 боевых вылета на бомбардировку военно-промышленных объектов в глубоком тылу противника и транспортировку спецгрузов партизанам.
Указом Президиума Верховного Совета СССР от 5 ноября 1944 года за образцовое выполнение боевых заданий командования по уничтожению живой силы и техники противника и проявленные при этом мужество и героизм гвардии подполковнику Баленко Александру Алексеевичу присвоено звание Героя Советского Союза с вручением ордена Ленина и медали «Золотая Звезда» (№ 5278).
После окончания Великой Отечественной войны продолжал службу в ВВС. С 1961 года генерал-майор авиации А. А. Баленко — в запасе. Жил в городе Борисполе Киевской области. Работал заместителем начальника Бориспольского аэропорта, а затем — на одной из кафедр Киевского высшего военного авиационного инженерного училища. Скончался 17 декабря 1966 года.

## Награды
- Медаль «Золотая Звезда» Героя Советского Союза (№ 5278)
- Два ордена Ленина
- Три ордена Красного Знамени
- Орден Александра Невского
- Орден Отечественной войны I степени
- Орден Красной Звезды
- Орден «Знак Почёта»
- Медали, в том числе:
  - Медаль «За победу над Германией в Великой Отечественной войне 1941—1945 гг.»
  - Юбилейная медаль «Двадцать лет Победы в Великой Отечественной войне 1941—1945 гг.»

- Иностранный орден

## Память
- Похоронен в Киеве на Лукьяновском военном кладбище.
- Именем Героя названа улица в Полтаве.
- В честь Героя названа улица в городе Миусинск (Украина, Луганская обл.)